# Here We Go (canção de Moonbaby)
"Here We Go" é uma canção pop escrita por Miranda Cooper, Brian Higgins e Matt Gray.
A música foi originalmente gravada em 14 de agosto de 2000 por Miranda sob o nome de Moonbaby. Posteriormente foi gravada pela vocalista da banda Aqua, Lene, em 2003 no seu primeiro álbum solo, Play With Me. Foi gravada novamente em 2004 pelo grupo Girls Aloud no seu álbum What Will the Neighbours Say?. Elas também regravaram a música "Deadlines & Diets" de Moonbaby.
"Here We Go" é também o tema do desenho animado Três Espiãs Demais.

## Faixas
- CD single (Moonbaby / LONCD446):[1]

1. Here We Go
2. Kitsch Bitch Kool
3. Here We Go (Capoeira Twins Golightly Mix)